# Maratona di Londra
La maratona di Londra è una maratona che viene disputata con cadenza annuale per le strade di Londra, Regno Unito, usualmente in aprile.
Attualmente è sponsorizzata dalla Virgin Money, una compagnia di servizi finanziari di proprietà della Virgin Group. È una delle sei maratone del World Marathon Majors insieme a quelle di Berlino, Boston, Tokyo, New York e Chicago. In base al numero di partecipanti è seconda solo alla Greath North Run di Newcastle.
Secondo le cifre diffuse dagli organizzatori, è il principale evento di beneficenza a cadenza annuale del mondo: con 41,5 milioni di dollari raccolti con l'edizione del 2006 il totale delle donazioni ha toccato quota 315 milioni di dollari.

## Albo d'oro maschile
| Anno | Atleta                       | Nazionalità          | Tempo (h:m:s) |
| ---- | ---------------------------- | -------------------- | ------------- |
| 1981 | Dick Beardsley Inge Simonsen | Stati Uniti Norvegia | 2:11:48       |
| 1982 | Hugh Jones                   | Regno Unito          | 2:09:24       |
| 1983 | Mike Gratton                 | Regno Unito          | 2:09:43       |
| 1984 | Charlie Spedding             | Regno Unito          | 2:09:57       |
| 1985 | Steve Jones                  | Regno Unito          | 2:08:16       |
| 1986 | Toshihiko Seko               | Giappone             | 2:10:02       |
| 1987 | Hiromi Taniguchi             | Giappone             | 2:09:50       |
| 1988 | Henrik Jørgensen             | Danimarca            | 2:10:20       |
| 1989 | Douglas Wakiihuri            | Kenya                | 2:09:03       |
| 1990 | Allister Hutton              | Regno Unito          | 2:10:10       |
| 1991 | Yakov Tolstikov              | Unione Sovietica     | 2:09:17       |
| 1992 | António Pinto                | Portogallo           | 2:10:02       |
| 1993 | Eamonn Martin                | Regno Unito          | 2:10:50       |
| 1994 | Dionicio Cerón               | Messico              | 2:08:53       |
| 1995 | Dionicio Cerón               | Messico              | 2:08:30       |
| 1996 | Dionicio Cerón               | Messico              | 2:10:00       |
| 1997 | António Pinto                | Portogallo           | 2:07:55       |
| 1998 | Abel Antón                   | Spagna               | 2:07:57       |
| 1999 | Abdelkader El Mouaziz        | Marocco              | 2:07:57       |
| 2000 | António Pinto                | Portogallo           | 2:06:36       |
| 2001 | Abdelkader El Mouaziz        | Marocco              | 2:07:09       |
| 2002 | Khalid Khannouchi            | Stati Uniti          | 2:05:38       |
| 2003 | Gezahegne Abera              | Etiopia              | 2:07:56       |
| 2004 | Evans Rutto                  | Kenya                | 2:06:18       |
| 2005 | Martin Lel                   | Kenya                | 2:07:35       |
| 2006 | Felix Limo                   | Kenya                | 2:06:39       |
| 2007 | Martin Lel                   | Kenya                | 2:07:41       |
| 2008 | Martin Lel                   | Kenya                | 2:05:15       |
| 2009 | Samuel Wanjiru               | Kenya                | 2:05:10       |
| 2010 | Tsegay Kebede                | Etiopia              | 2:05:19       |
| 2011 | Emmanuel Mutai               | Kenya                | 2:04:40       |
| 2012 | Wilson Kipsang               | Kenya                | 2:04:44       |
| 2013 | Tsegay Kebede                | Etiopia              | 2:06:04       |
| 2014 | Wilson Kipsang               | Kenya                | 2:04:29       |
| 2015 | Eliud Kipchoge               | Kenya                | 2:04:42       |
| 2016 | Eliud Kipchoge               | Kenya                | 2:03:05       |
| 2017 | Daniel Wanjiru               | Kenya                | 2:05:48       |
| 2018 | Eliud Kipchoge               | Kenya                | 2:04:17       |
| 2019 | Eliud Kipchoge               | Kenya                | 2:02:37       |
| 2020 | Shura Kitata                 | Etiopia              | 2:05:41       |
| 2021 | Sisay Lemma                  | Etiopia              | 2:04:01       |
| 2022 | Amos Kipruto                 | Kenya                | 2:04:39       |
| 2023 | Kelvin Kiptum                | Kenya                | 2:01:25       |
| 2024 | Alexander Mutiso             | Kenya                | 2:04:01       |
| 2025 | Sabastian Kimaru Sawe        | Kenya                | 2:02:27       |